# 50 eurocentů

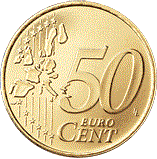
Typická 50eurocentová mince

Mince 50 eurocentů je hodnotou šestá nejmenší (nebo třetí největší) mince (z celkem 8 mincí) měny euro; jde o největší eurocentovou minci.
50eurocentové mince jsou vyrobeny ze severského zlata. Mají průměr 24,25 mm, sílu 2,38 mm a hmotnost 7,80 g. Hrana mince je profilovaná s jemnými zoubky. Všechny mince mají společnou lícovou stranu a rozdílnou národní rubovou stranu. Mince ražené mezi lety 1999–2006 měly na lícové straně vyobrazeny pouze státy Evropské unie před rozšířením v roce 2004. Nové mince ražené od roku 2007 reagují na rozšíření Evropské unie a zobrazují celou Evropu – nejenom 15 původních států EU.

## Rubová strana
- Andorra – vstupní brána a zvonice chrámu v Santa Coloma
- Belgie – podobizna krále Belgičanů Filipa a jeho monogram „FP“ umístěný pod korunou
- Estonsko – mapa Estonska a nápis „Eesti“ (estonsky Estonsko)
- Finsko – finský heraldický lev převzatý z markky
- Francie – portrét Marie Curie-Skłodowské
- Chorvatsko - Nikola Tesla s chorvatským šachovnicovým vzorem v pozadí
- Irsko – tradiční irská harfa
- Itálie – jezdecká socha císaře Marka Aurelia
- Kypr – kyperská loď Kyrenia jako symbol moře
- Litva – Vytis, státní znak Litvy
- Lotyšsko – velký státní znak Lotyšska
- Lucembursko – portrét velkovévody Henriho
- Malta – státní znak Malty
- Monako – monogram knížete Alberta II.
- Německo – Braniborská brána jako symbol rozdělení i jednoty
- Nizozemsko – portrét krále Viléma-Alexandra a nápis „Willem-Alexander Koning der Nederlanden“
- Portugalsko – královská pečeť z roku 1142
- Rakousko – Pavilon Secese ve Vídni
- Řecko – portrét Eleftheriose Venizelose (1864–1936)
- San Marino – portrét svatého Marina, detail malby Emilia Retrosiho
- Slovensko – vyobrazení bratislavského hradu
- Slovinsko – hora Triglav pod souhvězdím raka s nápisem „Oj Triglav moj dom“ (slovinsky Ó Triglav, můj domov)
- Španělsko – portrét Miguela de Cervantese, otce španělské literatury
- Vatikán – znak papeže Františka